# Dialekt kampidański
Dialekt kampidański (południowosardyński) – jeden z czterech głównych dialektów języka sardyńskiego. Posługuje się nim około pół miliona mieszkańców włoskiej wyspy Sardynii, przede wszystkim jej południowej części. 
Ze względu na niewykształcenie jednego języka literackiego sardyńskiego i różnorodność jego dialektów, bywają one niekiedy traktowane jako odrębne języki.
Większość jego użytkowników zna język włoski, ale na co dzień posługuje się kampidańskim, także w piśmie. Fragmenty Biblii przetłumaczono nań w latach 1860–1900.